# Ladislav Farkaš
Ladislav Farkaš (11. srpen 1927, Ratkovské Bystré – 21. června 2016) byl slovenský herec a režisér, bratr dramatika Júlia Farkaše, otec herce Borise Farkaše.

## Život
Narodil se v Ratkovské Bystré, vyrůstal v sousední obci Ratková. Po ukončení Obchodní akademie v Kežmarku (1944) pracoval jako úředník v Muráni a Tornali, své herecké nadání zpočátku uplatňoval v ochotnických souborech v těchto dvou městech. V roce 1951 se stal členem činohry Divadla Jonáše Záborského v Prešově. V prvních letech ztvárňoval kladné, dramatické postavy, na co využíval svůj mužný zjev. V polovině 60. let začal být obsazován do menších rolí, postupně se začíná věnovat režii. V letech 1974–77 působil jako režisér v Divadle pro děti a mládež v Trnavě.

## Divadelní role
- 1953: Inkognito (Ján Jelenská)
- 1954: dráteník (dráteník)
- 1954: nalezence (Gejza)
- 1955: Kubo (Paľo)
- 1956: Závěje (Martin)
- 1957: Statky-zmatky (Mišo Koňařík)
- 1958: Manon Lescautová (Tiberge)
- 1958: Souhvězdí draka (Cyprián Závora)
- 1961: Šibal Geľo (Záhorský)
- 1963: Sen noci květnové (Demetrius)
- 1963: Krvavá svatba (Leonardo)
- 1963: Věc Makropulos (Solicitátor Vítek)
- 1965: Člověk, který se směje (Morlock)
- 1966: Červený a černý (Markýz Croisenois)
- 1966: Vše naopak (Dunaparti)
- 1966: Čtyřicet zlosynů a jedno neviňátko (Hlaváč)
- 1967: Lakomec (La Merluche)
- 1971: zbojníci (Roller)
- 1972: Veselé paničky z Windsoru (George Page)
- 1973: Zurabája (bourají)
- 1974: Feliciano Šáh (Ladislav)

## Režie

### Divadlo Jonáše Záborského
- 1967: Tři letušky v Paříži
- 1968: Brouk v hlavě
- 1969: Je láska polehčující okolnost?
- 1970: Anna, poklad rodiny
- 1970: Osm žen
- 1973: Kamenný kvítek

### Trnavské divadlo pro děti a mládež
- 1974: Kamenný kvítek
- 1975: Sněhová královna
- 1975: Na květen pamatuj
- 1976: Budzogáň, zbojnický kapitán
- 1976: Aladinova kouzelná lampa
- 1976: Strašně ošemetná situace
- 1977: Hodiny strachu

## Dramaturgie
- 1961: Valgatha
- 1962: Tři prasátka a vlk, v roce 1968 propracoval pod názvem Dobrodružství tří selat
- 1973: Kamenný kvítek

## Filmografie
- 1965: Obchod na korze
- 1979:  Smrt chodí po horách
- 1980: Nevěra česky
- 1981: Exploze